# Hecatera subflava
Hecatera subflava là một loài bướm đêm trong họ Noctuidae.